# Hiro Kanagawa
Pour les articles homonymes, voir Hiro et Kanagawa (homonymie).
Hironobu Kanagawa (金川 弘敦, Kanagawa Hironobu), dit Hiro Kanagawa (ヒロ・カナガワ), né le 13 octobre 1963 à Sapporo, est un acteur japonais.
Au cinéma, il a joué dans La Proie, Souvenirs de l'au-delà, Crying Freeman, Le Coupable, Bêtes de scène, À l'aube du sixième jour, Replicant, Elektra, Rogue : L'Ultime Affrontement, Le Jour où la Terre s'arrêta, The King of Fighters, Sous surveillance, Godzilla, Midway, Crisis et Esther 2 : Les Origines. 
A la télévision, il a fait plusieurs apparitions dans les séries : X-Files : Aux frontières du réel, Millennium, Stargate SG-1, Charmed, Smallville, Fringe et DC: Legends of Tomorrow.

## Filmographie

### Cinéma

#### Longs métrages
- 1995 : La Proie (The Hunted) : le lieutenant
- 1995 : Souvenirs de l'au-delà (Hideaway) : Nurse Nakamura
- 1995 : Crying Freeman : Temple Yakuza
- 1995 : Cyberjack : Kenji
- 1996 : Mask of Death : ER doctor
- 1997 : Bliss : le docteur
- 1997 : Excess Baggage de Marco Brambilla : Jon
- 1998 : American Dragons : Nakai
- 2000 : Turbulences 2 (Fear of Flying) : le contrôleur
- 2000 : Epicenter : l'agent Ted
- 2000 : Le Coupable (The Guilty) : l'inspecteur
- 2000 : Une blonde en cavale (Beautiful Joe) : un homme d'affaires
- 2000 : Protection : Don
- 2000 : Bêtes de scène (Best in Show) : le propriétaire du magasin pour animaux
- 2000 : À l'aube du sixième jour (The 6th Day) : un docteur
- 2001 : Touched by a Killer : Steve Tunaki
- 2001 : Obâchan's Garden (documentaire) : Sadaji
- 2001 : Josie et les Pussycats : un délégué
- 2001 : Replicant : le technicien vidéo de laboratoire
- 2002 : La Turbulence des fluides : Kiyoshi
- 2002 : The Extremists (Extreme Ops) : M. Imahara
- 2003 : Little Brother of War : l'inspecteur Nolan
- 2005 : Elektra : Meizumi
- 2005 : Hiro (court-métrage) : Hiro
- 2008 : Le Jour où la Terre s'arrêta : Dr Ikegawa
- 2012 : Sous surveillance (The Company You Keep) : l'agent du FBI
- 2014 : Godzilla : Hayato
- 2021 : Crisis de Nicholas Jarecki : Dr Ishiyama
- 2022 : Esther 2 : Les Origines (Orphan: First Kill) de William Brent Bell : Inspecteur Donnan

### Télévision

#### Téléfilms
- 1993 : Pauvre Emily (Born Too Soon) : le résident
- 1994 : Une femme en péril (My Name Is Kate) : le docteur
- 1994 : Voices from Within : le médecin légiste
- 1995 : A Child Is Missing : l'gent Kurosaka
- 1996 : Bloodhounds II : l'inspecteur
- 1996 : Au-delà des maux (For Hope) : Dr Black
- 1997 : Dans l'enfer du froid (Survival on the Mountain) : Ang
- 1997 : Tricks : Matsuba
- 1998 : Every Mother's Worst Fear : l'agent informatique
- 1998 : The Inspectors : l'homme de la technologie polygraphique
- 1998 : Futuresport : Otomo Akira
- 1999 : The Wonder Cabinet : Dr Shima-Tsuno
- 1999 : Résurrection (Resurrection)
- 2000 : The Linda McCartney Story : l'officier principal des stupéfiants
- 2001 : Cruelle séduction (Class Warfare) : M. Tanaka
- 2002 : Le prix de la santé (Damaged Care) : Dr Kitano
- 2003 : Le Tueur des nuits de noces (1st to Die) : Dr Shimera
- 2003 : Abus de confiance (Betrayed) : Modèle:Dr Tanaka
- 2004 : The Five People You Meet in Heaven : un des gardiens
- 2005 : Un mariage à l'épreuve (Hush) : Dr Berke
- 2011 : Le Jugement dernier de Jason Bourque : Dr Yates
- 2011 : Trois jours avant Noël (Deck the Halls) : Harry Saito
- 2020 : Grace Tanner, seule face à son mari (Sleeping with Danger) de David Weaver : Stewart Yanagita

#### Séries télévisées
- 1979 : Kidō Senshi Gundam : Gihren Zabi  (voix ; 2 épisodes)
- 1992 : Bill & Ted's Excellent Adventures : Elvis 2 (4 épisodes)
- 1994 : Highlander : Akira Yoshida (saison 3, épisode 1)
- 1994 : M.A.N.T.I.S. : le traducteur Yakuza (saison 1, épisode 7)
- 1994 : Madison : le professeur (saison 2, épisode 11)
- 1994-1997-2015 : X-Files : Aux frontières du réel : Peter Tanaka / Dr Yonechi / Garner
- 1996 : The Sentinel : Furukawa (saison 1, épisode 8)
- 1996 : Sliders : Les Mondes parallèles : Henry (saison 2, épisode 9)
- 1996 : Au nord du 60e : Noriyoshi Misoguchi (saison 5, épisode 5)
- 1996-1999 : Millennium (4 épisodes) : l'agent Takahashi / Lewis / l'inspecteur Rondell / le commerçant
- 1996-1999 : Viper (2 épisodes) : Otomo / Nagisa Otamo
- 1997 : Classe Croisière : M. Taneka (saison 1, épisode 1)
- 1998 : Chérie, j'ai rétréci les gosses : l'animateur de jeu télévisé (saison 1, épisode 19)
- 1998 : Master Keaton : Famio Hisayama (voix ; saison 1, épisode 8)
- 1998 : First Wave : John Tran (saison 1, épisode 17)
- 1998-1999 : Cold Squad, brigade spéciale (Cold Squad) : le lieutenant James Kai
- 1999 : Traque sur Internet : Frank (saison 1, épisode 18)
- 1999 : Mercy Point : Yaguchi (saison 1, épisode 6)
- 1999 : Aftershock : Tremblement de terre à New York (Aftershock: Earthquake in New York) (mini-série) : un des fonctionnaires de la ville
- 1998-2000 : Au-delà du réel : L'aventure continue : Tali / Ron Hikida (2 épisodes)
- 2000 : Secret Agent Man : Tokyo Chief (saison 1, épisode 1)
- 2000 : Dark Angel : Theo Katsuno (saison 1, épisode 1)
- 2000 : Sept jours pour agir : Dr Oshima / M. Kim (2 épisodes)
- 2001 : Big Sound : le photographe (saison 1, épisode 3)
- 2001 : The Lone Gunmen - Au cœur du complot : l'homme d'affaires (saison 1, épisode 2)
- 2001-2002 : Sagwa, the Chinese Siamese Cat : Magistrate (voix)
- 2001-2002 : Smallville : H. James Kwan (6 épisodes)
- 2002 : Apparitions : Frank, le conseiller d'affaire (mini-série)
- 2002 : Da Vinci's Inquest : Dr Ken Ozaki (saison 4, épisode 10)
- 2002 : Special Unit 2 : Madison (saison 2, épisode 10)
- 2002 : Just Cause : Jude Elkins (saison 1, épisode 3)
- 2003 : Inuyasha : Hakushin (voix)
- 2005 : Stargate SG-1 : M. Wayne (saison 8, épisode 14)
- 2005 : Andromeda : le général Burma (2 épisodes)
- 2005 : Les 4400 : l'agent Park (2 épisodes)
- 2005 : Esprits criminels : l'ASAC de Seattle (saison 1, épisode 1)
- 2005 : Steklo : Akira (mini-série)
- 2005-2006 : Da Vinci's City Hall : le capitaine Roy Komori (9 épisodes)
- 2006 : Blade : Taka (saison 1, épisode 7)
- 2006 : Black Lagoon : Fujiwara / Lieutenant Colonel Matsuda (voix)
- 2006 : Saiunkoku monogatari : Kuku (voix)
- 2006-2007 : Intelligence : Détective Ogawa (7 épisodes)
- 2006-2010 : Les quatre fantastiques : Reed Richards / Mr. Fantastic (voix)
- 2007 : Sword of the Stranger : Shoan (voix)
- 2007 : Masters of Science Fiction : Captain Oguchi (saison 1, épisode 2)
- 2008 : Girlfriend experience : John (voix)
- 2008 : Heroes and Villains : Mitsunari Ishida (série documentaire, saison 1, épisode 6)
- 2009 : Le Diable et moi : Morris (saison 2, épisodes 6 & 7)
- 2009 : Sanctuary : Ark-Fong Li (saison 2, épisode 3)
- 2009 : Supernatural : l'invité de jeu télévisé (saison 5, épisode 8)
- 2009-2010 : Caprica : Cyrus Xander
- 2010 : Human Target : le lieutenant Peale (saison 1, épisode 1)
- 2010 : Fringe : l'exécuteur (saison 3, épisode 2)
- 2010 : Tower Prep : M. Sato (saison 1, épisode 13)
- 2011 : Black Lagoon: Roberta's Blood Trail : Shi Yan (voix)
- 2011 : Chaos (saison 1, épisode 6)
- 2011 : True Justice : Ichrio Yamazaki (2 épisodes)
- 2011-2012 : The Secret Circle : Calvin Wilson (2 épisodes)
- 2012 : Facing Kate : Dale Rence (saison 2, épisode 8)
- 2012 : Continuum : Dr Ted Gibson (saison 1, épisode 3)
- 2012 : Arrow : Dr Neil Lamb (2 épisodes)
- 2012-2013 : Emily Owens, M.D. : Dr Nobu Chiba / Dr Balian (2 épisodes)
- 2012-2014 : Blackstone : Harold (4 épisodes)
- 2013 : Bates Motel : Dr Fumhiro Kurata (2 épisodes)
- 2013 : The Listener : le superviseur (saison 4, épisode 1)
- 2013 : The Killing : M. Kwon (saison 3, épisode 1)
- 2013 : Delete (en) : un des hommes d'opération secrète (mini-série)
- 2013 : The Tomorrow People : Corbin (saison 1, épisode 5)
- 2013 : Spooksville : M. Moonbeam (2 épisodes)
- 2013-2014 : Almost Human : le récollectionniste (3 épisodes)
- 2014 : Les 100 : un des membres du Conseil #3 (4 épisodes)
- 2015 : Backstrom : Juge Hillerman (saison 1, épisode 10)
- 2015 : The Returned : Dr Hiromoto (3 épisodes)
- 2015 : Whispers (3 épisodes)
- 2015 : Dark Matter : l'empereur Ishida Tetsuda (2 épisodes)
- 2015-2016 : Heroes Reborn : Hachiro Otomo (mini-série)
- 2015-2016 : Le Maître du Haut Château : Taishi Okamura (5 épisodes)
- 2015-2018 : iZombie : Lieutenant Suzuki (8 épisodes)
- 2016 : The Magicians : le professeur March (2 épisodes)
- 2016 : Zoo : Curtis (saison 2, épisode 5)
- 2016 : Motive : Craig Sugimoto (saison 4, épisode 12)
- 2016 : Timeless : l'agent Kondo (saison 1, épisode 1)
- 2016 : Petits meurtres et confidences (Hailey Dean Mystery: Murder, with Love) : Al Sandburg (épisode 1)
- 2016 : Kim's Convenience : le pasteur Choi (2 épisodes)
- 2016 : The Romeo Section : Détective Tanaka (6 épisodes)
- 2017-2018 : DC: Legends of Tomorrow : Directeur Bennett (4 épisodes)
- 2018 : Altered Carbon : Capitaine Tanaka (7 épisodes)
- 2018 : Designated Survivor : Richard Kim (saison 2, épisode 12)
- 2018 : Colony : l'homme au dîner (saison 3, épisode 4)
- 2018 : Impulse : l'homme jeté du toit (saison 1, épisode 2)
- 2018 : Salvation : Cheng (4 épisodes)
- 2019 : The Order : le détective Hayashi (saison 1, épisode 1)
- 2019 : Warigami : James Ohata
- 2019 : The Terror : Dr Kitamura (2 épisodes)
- 2019 : Limetown : R.B. Villard (2 épisodes)
- 2019 : See : Lord Unoa (4 épisodes)
- 2020 : Charmed : Dr Tanaka (saison 2, épisode 19)
- 2020 : Zoey et son incroyable playlist : Dr Hamara (3 épisodes)
- 2020 : Helstrom : le père Sean Okamoto (saison 1, épisode 2)
- 2020 : Scare Me Podcast
- 2020 : Monster Beach
- 2021 : Le Temps des samouraïs : Les origines sanglantes du Japon : le narrateur (série documentaire)
- 2023 : The Night Agent : Willet, le directeur du FBI